# Agaricus fuscofibrillosus

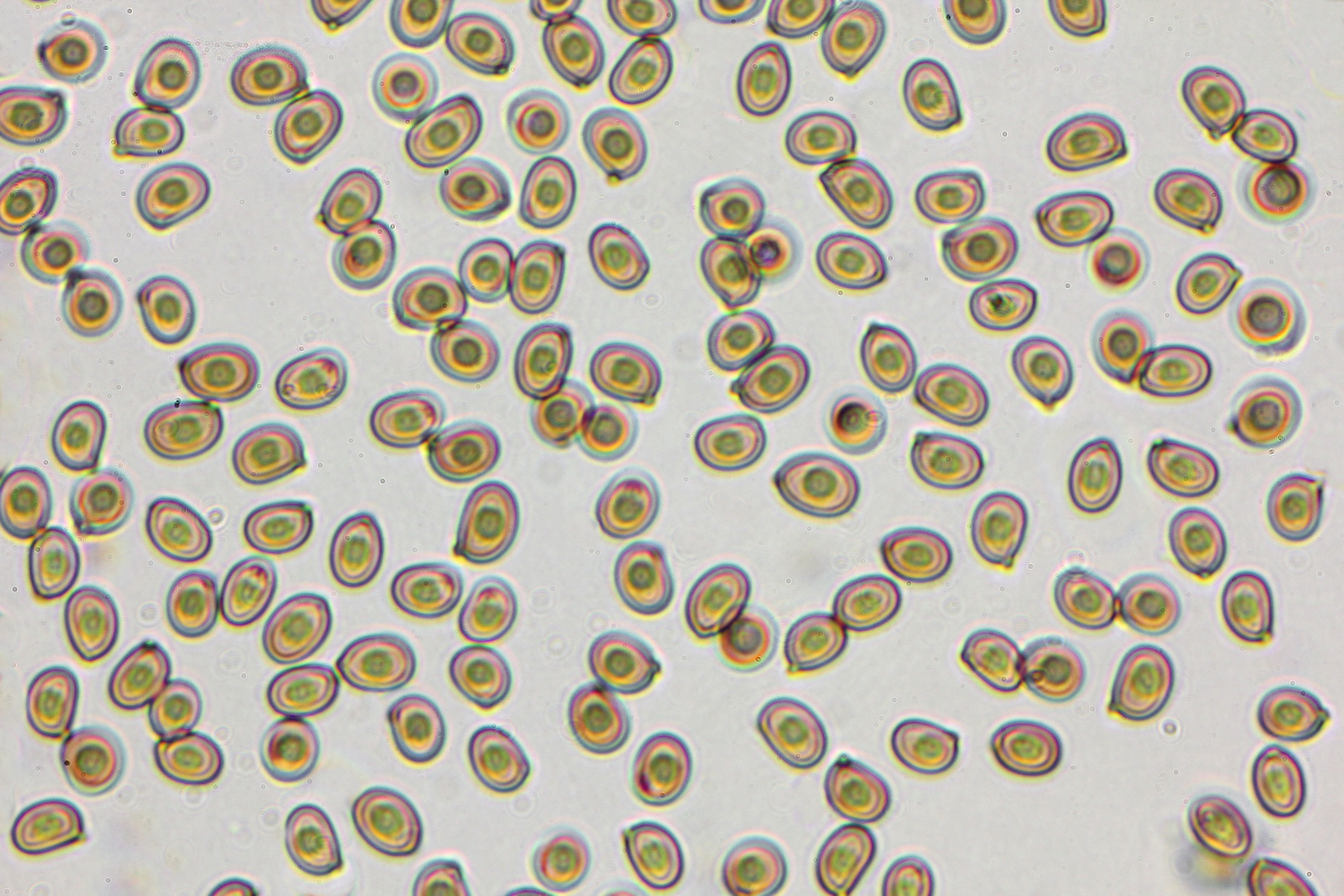
Zarodniki

Agaricus fuscofibrillosus (F.H. Møller) Pilát – gatunek grzybów z rodziny pieczarkowatych (Agaricaceae).

## Systematyka i nazewnictwo
Klasyfikacja według Index Fungorum: Agaricus, Agaricaceae, Agaricales, Agaricomycetidae, Agaricomycetes, Agaricomycotina, Basidiomycota, Fungi.
Po raz pierwszy opisał go w 1878 r. F.H. Møller, nadając mu nazwę Psalliota fuscofibrillosa. W 1951 r. Albert Pilát przeniósł go do rodzaju Agaricus.

## Morfologia
Kapelusz
Średnica 4–5, czasami nawet do 15 cm, wypukły, czasem ze słabym garbkiem. Brzeg ze zwieszającymi się resztkami osłony. Powierzchnia z promieniście ułożonymi, przylegającymi włókienkami i kłaczkami, ciemno-orzechowo-brązowa, kakaowo-brązowa, czerwonawo-brązowa, na środku ciemniejsza.
Blaszki
Wolne, dość gęste, początkowo różowe, później brązowe, na koniec czekoladowobrązowe. Młode owocniki w całości okryte białą osłoną.
Trzon
Wysokość 5–7(15) cm, grubość 0,8–1,5(2,5) cm, cylindryczny, początkowo pełny, potem pusty, z podstawą rozszerzoną lub bulwiastą i zwieszonym, białym, wąskim i delikatnym pierścieniem. Powierzchnia początkowo biała, u starszych okazów brązowa.
Miąższ
Zwarty, w kapeluszu o średniej grubości, białawy, po przecięciu szybko zmienia kolor na szkarłatnoczerwony. Ma dość silny, grzybowy zapach, ale raczej nieprzyjemny.
Cechy mikroskopowe
Bazydiospory elipsoidalne, gładkie, 5–7,2 × 3,5–4,5 µm. Na ostrzach blaszek duże, niemal kuliste cheilocystydy.

## Występowanie i siedlisko
Podano występowanie Agaricus fuscofibrillosus w Europie i w pojedynczych regionach Ameryki Północnej, Południowej i Republice Południowej Afryki. W wykazie wielkoowocnikowych podstawczaków Polski brak tego gatunku, jego stanowisko podali M. Halama i M. Romański w 2010 r. Aktualne stanowiska podaje także internetowy atlas grzybów. Znajduje się w nim na liście gatunków zagrożonych i wartych objęcia ochroną.
Naziemny grzyb saprotroficzny występujący w lasach. Smaczny grzyb jadalny.